# Coleophora phlomidis
Coleophora phlomidis is een vlinder uit de familie kokermotten (Coleophoridae). De wetenschappelijke naam is voor het eerst geldig gepubliceerd in 1867 door Stainton.
De soort komt voor in Europa.